# Cauê Silva
Cauê Cecilio da Silva (ur. 24 maja 1989 w São Paulo) – brazylijski piłkarz występujący na pozycji pomocnika.

## Kariera piłkarska
Od 2006 roku występował w Santo André, Corinthians Alagoano, Gama, Leixões SC, SC Olhanense, Vaslui, Neftçi, Hapoel Tel Awiw, Moreirense FC i Omiya Ardija.